# کیم سونگ ریونگ
کیم سونگ ریونگ (کره‌ای: 김성령؛ زادهٔ ۸ فوریه ۱۹۶۷) بازیگر اهل کره جنوبی است. کیم حرفهٔ خود را به عنوان گزارشگر برنامه اخبار صنعت سرگرمی به نام انترتینمنت ویکلی در شبکه کی‌بی‌اس آغاز کرد. از جمله فیلم‌های او می‌توان به برخورد مرگبار و هدف اشاره کرد. او در مجموعه‌های تلویزیونی تو زیبایی، ملکه جاه‌طلب، وارثان و گل ملکه ایفای نقش کرده‌است.

## فیلم‌شناسی

### مجموعه تلویزیونی
| سال  | عنوان                               | نقش              | توضیحات |
| ---- | ----------------------------------- | ---------------- | ------- |
| ۱۹۹۲ | شکار نهنگ                           | چون جا           |         |
| ۱۹۹۲ | روزهای آفتابی                       |                  |         |
| ۱۹۹۲ | طلوع خورشید                         |                  |         |
| ۱۹۹۳ | فصل طوفانی                          | لی هان سوک       |         |
| ۱۹۹۶ | قله                                 | می اوک           |         |
| ۱۹۹۶ | جو گوانگ جو                         | پارک کیونگ بین   |         |
| ۱۹۹۸ | کلینیک سون پونگ                     | سو یو ری         |         |
| ۱۹۹۸ | امپراتور باد                        | شاهدخت هواپیونگ  |         |
| ۱۹۹۸ | پادشاه و ملکه                       | ملکه یون         |         |
| ۱۹۹۸ | برندگان                             |                  |         |
| ۱۹۹۸ | بالابر کاغذی                        | مین سوک          |         |
| ۲۰۰۰ | مرد ژولیت                           | یانگ می را       |         |
| ۲۰۰۰ | تعطیلات تابستانی                    | دکتر یون سو      |         |
| ۲۰۰۱ | این عشق است                         | آن دو ها         |         |
| ۲۰۰۱ | امپراتریس میونگ‌سونگ                 | میچیکو           |         |
| ۲۰۰۲ | گروه موسیقی آجوما                   | سونگ می          |         |
| ۲۰۰۳ | عصر جنگجویان                        | مو بی            |         |
| ۲۰۰۳ | باغ حوا                             | باک جی ئه        |         |
| ۲۰۰۴ | ملکه برفی                           | ملکه برفی        |         |
| ۲۰۰۴ | مادرم یک ابرزنه                     | وو جونگ          |         |
| ۲۰۰۴ | تلاش یک میلیون دلاری خانم کیم       | سو وو کیونگ      |         |
| ۲۰۰۴ | کنت میونگ دونگ                      | کیم هیون کیونگ   |         |
| ۲۰۰۵ | نگران نباش                          | چو مین یون       |         |
| ۲۰۰۶ | عشق من دالجا                        | کانگ نان هی      |         |
| ۲۰۰۷ | زادگاه آن سوی تپه                   | جون سه کیونگ     |         |
| ۲۰۰۷ | روز خوب برای عاشقی                  | کیم هیون جین     |         |
| ۲۰۰۷ | چگونه با یک همسایه ایده‌آل آشنا شویم | جانگ می هی       |         |
| ۲۰۰۸ | شاه سجونگ‌ بزرگ                      | کیم هیوبین       |         |
| ۲۰۰۸ | ایلجیما                             | دان ای           |         |
| ۲۰۰۹ | جامیونگ گو                          | ملکه موهاسو      |         |
| ۲۰۰۹ | روح                                 | مادر هانا و دونا |         |
| ۲۰۰۹ | تو زیبایی                           | مو هوا ران       |         |
| ۲۰۱۰ | دشمنان همسایه                       | کانگ می جین      |         |
| ۲۰۱۰ | طوفان عاشقان                        | چه وو هی         |         |
| ۲۰۱۱ | چه خبر؟                             | ها این یونگ      |         |
| ۲۰۱۱ | پادام پادام                         | مادر جانگ جی نا  |         |
| ۲۰۱۲ | سندرم                               | اوه اون هی       |         |
| ۲۰۱۲ | تعقیب کننده                         | سو جی سو         |         |
| ۲۰۱۳ | ملکه جاه‌طلب                         | بک دو کیونگ      |         |
| ۲۰۱۳ | وارثان                              | هان کی ئه        |         |
| ۲۰۱۴ | رسوایی چونگ دامدونگ                 | دکتر یون         |         |
| ۲۰۱۵ | گل ملکه                             | جانگ له نا       |         |
| ۲۰۱۵ | خانم پلیس                           | کو یون جونگ      |         |
| ۲۰۱۶ | افسانه دریای آبی                    | جانگ جین اوک     |         |
| ۲۰۱۸ | آیا تو انسانی؟                      | اوه رو را        |         |
| ۲۰۱۸ | زیبایی درون                         | هان سه گه        |         |
| ۲۰۲۱ | تب سیاسی                            | لی جونگ اون      |         |
| ۲۰۲۲ | پاشنه بلند                          | به اوک سون       |         |
| ۲۰۲۳ | عاشق اینم که ازت متنفر باشم         | چوی سو جین       |         |
| ۲۰۲۴ | قورباغه                             | لی سونگ ران      |         |
| ۲۰۲۴ | کسب‌وکار شریف                        | اه گوم هی        |         |
| ۲۰۲۵ | وقتی زندگی به تو نارنگی می‌دهد       | جانگ می این      |         |
| ۲۰۲۵ | شانس دوباره برای عشق                | کیم گوانگ اوک    |         |

### فیلم
| سال  | عنوان                        | نقش                                  | توضیحات      |
| ---- | ---------------------------- | ------------------------------------ | ------------ |
| ۱۹۹۱ | چه کسی پنجه‌های اژدها را دید؟ | کیم جی وون                           |              |
| ۱۹۹۲ | اتاقی در جنگل                | می یانگ                              |              |
| ۲۰۰۷ | سایه‌های قصر                  | بانوی دربار بازرس                    |              |
| ۲۰۰۷ | چشم‌های رنگین‌کمانی            | لی هه سو                             |              |
| ۲۰۰۸ | ئی.تی. مدرسه ما              | لی                                   |              |
| ۲۰۱۰ | خدمتکار                      | وول مه                               |              |
| ۲۰۱۰ | ۷۱: به سوی آتش               | مادر اوه جانگ بوم                    |              |
| ۲۰۱۱ | مشتری                        | دستیار وکیل کانگ سونگ هی / مدیر دفتر |              |
| ۲۰۱۲ | مستر اکس‌اکس‌اکس               | یه جی                                |              |
| ۲۰۱۲ | جوجه‌اردک زشت                 | مادر ناک مان                         |              |
| ۲۰۱۲ | شغال می‌آید                   | آنجلا                                |              |
| ۲۰۱۴ | هدف                          | جونگ یونگ جو                         |              |
| ۲۰۱۴ | برخورد مرگبار                | بانو هه‌گیونگ                         |              |
| ۲۰۱۶ | آیا آنجا خواهی بود؟          | یون آه                               | حضور ویژه    |
| ۲۰۱۸ | کلیدی برای دل                | خانم هونگ                            | حضور ویژه    |
| ۲۰۱۸ | معتقد                        | اوه یون اوک                          | [ ۱۵ ]       |
| ۲۰۲۰ | تماس                         | مادر سو یون                          | [ ۱۶ ]       |
| ن/م  | My Name is Loh Kiwan         | اوک هی                               | فیلم نتفلیکس |
| ن/م  | Resurrected Man              | می جو                                | [ ۱۸ ]       |